# Puerto de Mogán

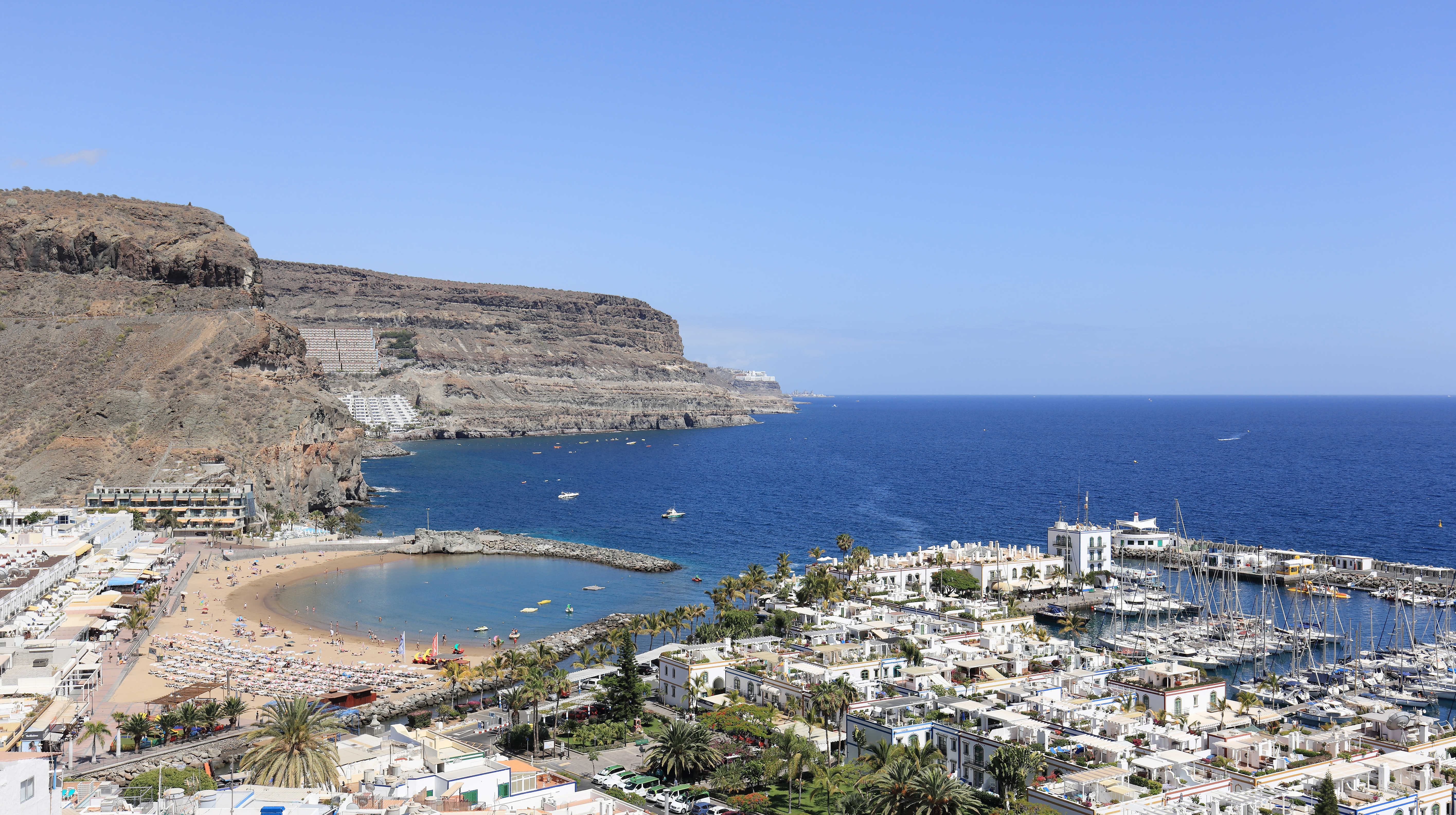
Vista del Puerto de Mogán, 2018

Puerto de Mogán es una localidad ubicada en el municipio de Mogán. Conocido como «la pequeña Venecia» de Gran Canaria por sus canales y puentes, es el segundo núcleo de  población más grande del municipio.

## Actividad económica
La principal actividad económica del pueblo se basa en la industria del turismo. Junto al pueblo, se encuentra un muelle deportivo-pesquero, el cual da servicio a particulares y a empresas.
Dispone de 246 puestos de atraque, para barcos desde 6 metros hasta 45 metros de eslora. El varadero cuenta con un travel lift de 70 toneladas y una grúa de 2.5 toneladas, así como de una rampa, gestionada por la Cofradía de Pescadores de Playa de Mogán. Servicios del Puerto, S.L.U. , entidad que gestiona el mantenimiento de Puerto Deportivo de Mogán cuenta con certificación ISO 14001.